# Apamea
Genre
Apamea est un genre de lépidoptères (papillons) nocturnes de la famille des Noctuidae.

## Principales espècesà continuer
- Apamea crenata
- Apamea epomidion
- Apamea lateritia
- Apamea lithoxylaea — la Doucette
- Apamea maillardi
- Apamea monoglypha — la Monoglyphe ou Noctuelle radicée
- Apamea ophiogramma
- Apamea remissa
- Apamea scolopacina
- Apamea sordens — la Noctuelle basilaire
- Apamea sublustris
- Apamea unanimis — la Noctuelle de l'alpiste
- Apamea zeta